# Shuyang
Shuyang (chinesisch 沭阳县, Pinyin Shùyáng Xiàn) ist ein ostchinesischer Kreis der bezirksfreien Stadt Suqian in der Provinz Jiangsu. Er hat eine Fläche von 2.298 Quadratkilometer und zählt 1.541.083 Einwohner (Stand: Zensus 2010). Sein Hauptort ist die Großgemeinde Shucheng (沭城镇).

## Administrative Gliederung
Auf Gemeindeebene setzt sich der Kreis aus sechsundzwanzig Großgemeinden und acht Gemeinden zusammen. 